# Сок Рапидс (Минесота)
Сок Рапидс (енгл. Sauk Rapids) град је у америчкој савезној држави Минесота.

## Демографија
По попису из 2010. године број становника је 12.773, што је 2.56 (25,1%) становника више него 2000. године.
| Група             | 2000.         | 2010.          |
| Белци             | 9.848 (96,4%) | 11.978 (93,8%) |
| Афроамериканци    | 58 (0,6%)     | 150 (1,2%)     |
| Азијати           | 80 (0,8%)     | 149 (1,2%)     |
| Хиспаноамериканци | 110 (1,1%)    | 229 (1,8%)     |
| Укупно            | 10.213        | 12.773         |